# Yugi Mutō
Yugi Mutō (遊戯 武藤?, Yūgi Mutō) è il protagonista del manga intitolato Yu-Gi-Oh!, scritto da Kazuki Takahashi, nonché dell'omonima serie anime del 1998 e di quella del 2000 insieme al suo alter ego Yami Yugi (闇遊戯?, Yami Yūgi). Quest'ultimo, non venendo distinto dall'altro, viene inizialmente chiamato semplicemente "Yugi" ma in seguito gli altri personaggi si riferiranno a lui come "Faraone". "Yami Yugi" è il nome con cui lo spirito del Millennium Puzzle (Puzzle del Millennio nella versione italiana dell'anime) viene comunemente indicato nel doppiaggio statunitense; in quello originale, il Faraone viene chiamato "Yami no Yūgi" ("Yugi oscuro"), "Mō hitori no Yūgi" ("Altro Yugi") o "Na mo naki Farao" ("Faraone senza nome"). Yugi Muto lo chiama "Mō hitori no boku" ("Altro me stesso") o "aibō ("compagno"). Come verrà rivelato alla fine della serie, il vero nome dello spirito è "Atem" (アテム?, Atemu). Compare anche in Yu-Gi-Oh! GX.

## Il personaggio
Yugi è un ragazzo altruista, disposto a tutto pur di aiutare le persone a cui tiene. Vive con suo nonno, il quale ha un game-shop, e può sempre contare sull'aiuto dei suoi preziosi amici, Anzu Masaki e Hiroto Honda. Yugi oscuro è come lo stesso Yugi un abile giocatore di carte e dei giochi delle ombre. Reincarnandosi nel suo corpo, il faraone sconfigge anche Seto Kaiba, fino ad allora rimasto imbattuto, in ben due 1v1 di Duel Monsters. Lo spirito di Yugi come faraone, imprigionato all'interno delle puzzle di Yugi Muto a forma di piramide rovesciata (Puzzle del millennio), si è liberato dopo che Yugi rimise insieme tutti i pezzi dell'oggetto. Il Millennium Puzzle possiede poteri superiori a quelli degli altri Oggetti del Millennio. Vi erano sigillati il potere dei Giochi delle Ombre (Yami no Geemu) e lo spirito del Faraone egizio vissuto 3000 anni prima (5000 nella versione censurata, nonché italiana, dell'anime) del quale Yugi non è altri che la reincarnazione, e conferisce a Atem, oltre alla capacità d'iniziare quei pericolosi giochi, anche l'abilità “Mind Crush”, che purifica le anime dal male e dall'oscurità. In quasi tutti i duelli, Yugi lascia il posto al suo alter ego, intervenendo, però, in momenti critici per aiutarlo moralmente o per sostituirsi a lui se l'occasione richiede l'intervento di entrambi o se il faraone è fisicamente sofferente.
I due hanno una personalità differente: Yugi è un ragazzo altruista e buono, qualche volta un po' ingenuo, mentre il faraone si dimostra più maturo e determinato pur mantenendo sfumature altruistiche e dalle note gentili. Non ha alcun riguardo per i malvagi e i bugiardi e mentre duella, anche se rispetta l'avversario, non ha alcuna pietà, spesso punendo severamente gli avversari sconfitti. Il suo carattere si evolve molto nel corso delle vicende che lo coinvolgono, portandolo dall'essere solo un abile duellante che appare nel momento del bisogno ad un vero e proprio personaggio completo ed indipendente che, infine, si troverà a dover combattere proprio contro lo stesso Yugi. L'antico sovrano e Yugi prenderanno infatti parte ad una Battaglia Cerimoniale, e uscendone vincitore quest'ultimo potrà liberare lo spirito del Faraone, concedendogli, quindi, di raggiungere l'aldilà e di concludere il proprio viaggio. 
Una guida ufficiale (Yu-Gi-Oh! Character Guidebook: Millennium Book) fornisce qualche dettaglio in più sul Faraone: Atem è alto 153cm, pesa 42kg, mentre A è il suo gruppo sanguigno e il suo piatto preferito sono le Ta'amiya. L'autore colloca la data del suo compleanno nel diciannovesimo giorno del terzo mese della stagione del raccolto utilizzando il calendario egizio, ovvero il 2 giugno.

## Aspetto e caratteristiche
Yugi ha capelli neri, con le punte color magenta, frangia e ciuffi biondi sulle orecchie. Ametista è la tonalità degli occhi. Sotto l'uniforme scolastica, il ragazzino indossa spesso attillate maglie nere senza maniche, pantaloni scuri cinti in vita da cinture borchiate. Borchiate sono anche le scarpe e il collarino di pelle. Nei primi volumi del manga, il character design è differente, i ciuffi biondi sono più ondulati, come spesso anche nella serie del 1998, tratta appunto dai capitoli iniziali dell'opera cartacea.
Fisicamente, Atem si può considerare una versione più matura di Yugi. La tonalità del colore dei suoi occhi è ametista, i capelli sono scuri con le punte magenta, screziati da ciocche bionde, e ciuffi, ancora biondi, cadono davanti e dietro le orecchie. Condividendo il corpo di Yugi, Atem indossa i suoi stessi abiti, tranne quando ritorna a vestire i panni di un Faraone, nelle Memorie del Faraone, con addosso un lungo mantello blu, una tunica corta tenuta stretta alla vita da una cintura, gioielli d'oro e una corona sulla fronte; al collo, il Millennium Puzzle. Il character design è differente nei primi volumi del manga, dove i ciuffi sulle orecchie sono più ondulati, come spesso anche nella serie del 1998, tratta appunto dai capitoli iniziali dell'opera cartacea.

## Deck
Nella prima serie, il deck di Yugi è composto principalmente da mostri di tipo Incantatore e Guerriero, come Mago Nero, Giovane Maga Nera, Gaia il Cavaliere, Guardiano Celtico; altri mostri spesso usati sono Teschio Evocato, Kuriboh, Demone Selvaggio, Zanna d'Argento, Drago Alato della Fortezza. Nei primi episodi, il deck conteneva inoltre i cinque pezzi dell'imbattibile Exodia il Proibito, ma Bruchido Haga, che non avrebbe voluto perdere, li gettò nell'oceano durante il viaggio verso il Regno dei Duellanti. Yugi possiede anche diverse carte magia e trappola con cui è possibile escogitare efficaci strategie. Nel torneo della Città dei Duelli, il deck è stato modificato con l'aggiunta di nuove carte, di mostri con effetto come Combattente delle Lame, Berfomet, Valkyria del Mago, Watapon, Abile Mago Nero, Anziano Mago Vendicativo. Al termine della competizione, Yugi può inoltre contare su tutte e tre le carte delle Divinità Egizie: Slifer Drago del Cielo, Obelisco del Tiranno e Drago Alato di Ra. Per duellare contro l'alter ego, nella Battaglia Cerimoniale, crea un deck personale, rinunciando anche alle Divinità, tenute dall'avversario.

## Creazione e sviluppo
Il nome "Yūgi" significa, in giapponese, "giocare" mentre "Yami Yugi" vuol dire, letteralmente, "gioco oscuro". Nell'edizione occidentale della serie, prima di scambiarsi con Yami Yugi, che prende possesso del suo corpo, il giovane Mutō grida "Yū-Gi-Oh", che nella lingua nipponica vuol dire "Re dei Giochi" o "si gioca"; nella versione originale, invece, un grido di Yugi viene sostituito alla fine dalla voce di Yami Yugi. Kazuki Takahashi è un appassionato di giochi fin dall'infanzia e difatti basò Yu-Gi-Oh! sull'idea che i giochi trasformino i giocatori in eroi; Yugi, un ragazzino debole e infantile, sarebbe diventato un eroe trasformandosi in Yami Yugi per giocare. L'autore pensa che tutti i bambini sognino l'"henshin", l'abilità di trasformare se stesso in qualcun altro, e per attrarli considerò l'"henshin" di Yugi un giocatore esperto e invincibile quale Yami Yugi. Aggiunge tuttavia che, in una società troppo concentrata su vincitori e perdenti, Yugi Mutō rappresenti a suo avviso un personaggio con maggiore potenziale, perché unicamente impegnato a godersi il gioco; Takahashi percepiva Yami Yugi come un personaggio, nonostante i tratti eroici, più debole, che dimostra il meglio di sè quando è supportato dal resto del cast.
Il mangaka ammise che una delle scene apparentemente più difficili da scrivere fosse, per la rivalità della coppia, quella in cui Seto Kaiba passa a Yugi una carta che potrebbe aiutarlo nell'imminente duello contro l'alter ego malvagio di Malik: Yugi e Seto sono rivali, non amici intimi, ma questa era la parte più importante della loro relazione. L'autore ha voluto che le iniziali di Yugi (Yūgi) e Jonouchi (Jōnouchi) formassero la parola "yūjō", che in giapponese significa "amicizia" (i due personaggi hanno un legame profondo).
Megumi Ogata fu la prima doppiatrice in assoluto di Yugi, lavorando per la serie prodotta da Toei Animation. «Posso sentire il profumo dell'oscurità da te», si complimentò il regista, riferendosi, secondo lei, a Yami Yugi.

## Storia
Yugi aveva trovato in cantina un puzzle, il Millennium Puzzle, il più potente degli Oggetti del Millennio, trovato da suo nonno nella tomba di un Faraone, nella Valle dei Re. Il puzzle celava un segreto: vi erano stati sigillati lo spirito di Atem, Faraone egizio vissuto 3000 anni prima (5000 nella versione americana e italiana dell'anime), del quale Yugi è la reincarnazione, e il potere dei Giochi delle Ombre.

### Manga
Yugi frequenta il primo anno delle scuole superiori non ha amici ed è continuamente preso di mira dai bulli Jonouchi e Honda per poi essere difeso da Anzu (la quale lo conosce dalle elementari). Un giorno, dopo la scuola, il capo dei "moralisti" vorrebbe punire Jonouchi e Honda per i loro atti di bullismo contro Yugi. Dapprima sembra avere un'aria bonaria, dicendo a Yugi che non deve farsi trattare in quel modo e che lui può proteggerlo, ma si scoprirà che in realtà vuole soltanto farsi pagare per il suo lavoretto. Il nonno di Yugi, Sugoroku, un tempo esperto giocatore, ha insegnato al nipote diversi tipi di giochi, fra cui il Duel Monsters. Completato il Millennium Puzzle, Yugi liberò lo spirito di Yami Yugi ed espresse il desiderio di avere dei veri amici. Il protagonista, dopo aver risvegliato lo spirito del faraone, arriverà all'appuntamento col ragazzo cui deve i soldi ma farà con esso un "Gioco delle Ombre", facendolo illudere di essere pieno di soldi: il giorno dopo, quando i ragazzi entrano a scuola lo vedono nel cortile che gioca con delle foglie. Il gioco delle tenebre del faraone non fa altro che mostrare la vera natura delle persone. Durante un duello, il suo alter ego prende un infarto, Yugi viene ricoverato e rimane in coma per circa un mese.

### Yu-Gi-Oh!

#### Il Regno dei Duellanti
Yugi gioca a Duel Monsters insieme ai suoi amici Jonouchi, Anzu e Honda. Dopo la scuola vanno nel negozio del nonno di Yugi per vedere il famoso Drago Bianco Occhi Blu poi viene Seto Kaiba che dopo aver visto la famosa carta cerca di fare affari con Sugoroku per averla ma l'uomo rifiuta. Furioso decide di costringerlo a combattere con lui e vince strappando la carta. Yugi si trasforma in Yami Yugi per sconfiggere in duello Seto Kaiba, il campione mondiale, e il suo nome diventa famoso. In seguito, riceve un guanto, due stelle, altrettante carte e una videocassetta, in cui compare il mittente, Pegasus, ovvero l'inventore del Duel Monsters, che lo sfida in un Gioco delle Ombre. Yugi si trasforma in Yami Yugi, ma non riuscendo a vincere entro una precisa scadenza temporale, Pegasus ruba l'anima di Soguroku con i poteri del suo Millennium Eye (Occhio del Millennio). Per liberarlo, Yugi è costretto a partecipare al torneo indetto da Pegasus nel Regno dei Duellanti, dove, per poter sfidare l'inventore del Duel Monsters e realizzare, in caso di vittoria, un desiderio, deve battere tanti avversari da vincere altre stelle, che in tutto debbono essere dieci. Yugi parte svantaggiato, cedendo una stella a Jonouchi, il quale non era stato invitato a prendere parte alla competizione, ma ora, grazie alla concessione dell'amico, può gareggiare per vincere il premio in denaro, di cui abbisogna.
Yugi e i suoi amici incontrano sull'isola Bakura, un compagno di scuola, che li interroga circa la loro carta preferita. Yugi dovrebbe confrontarsi con lui in una sfida amichevole, ma Yami Bakura, lo spirito del Millennium Ring (Anello del Millennio) di Bakura, si impossessa di quest'ultimo, e Yami Yugi affronta un Duello delle Ombre, in cui le anime dei suoi amici sono imprigionate nelle loro carte preferite; Yugi diventa il Mago Nero, la creatura che predilige, ed i compagni rimangono sorpresi vedendo che il ragazzino è separato da colui che sta duellando contro Yami Bakura. Yugi non sa spiegare bene, ma dice che, quando combatte, gli pare di avvertire una presenza che lo guida. Yami Yugi vince il duello permettendo a Yugi di attaccare.
Vinte le dieci stelle, Yugi può entrare nel castello di Pegasus per sfidare il nemico, ma Seto Kaiba, in realtà ricattato da Pegasus, lo convince a concedergli una rivincita, che lo porta a mettere in gioco tutte le sue stelle. Yugi si trasforma in Yami Yugi per affrontare il duello, che si svolge sulla cima del castello. Nonostante abbia messo in difficoltà l'avversario, Seto sta per essere sconfitto, ma è disposto a tutto pur di salvare il fratellino Mokuba, la cui anima è ostaggio di Pegasus; secondo i patti, deve battere Yugi, perciò si posiziona sul cornicione e minaccia di buttarsi nel vuoto in caso l'altro scagli l'attacco finale. Sebbene inizialmente esitante, Yami Yugi non può tirarsi indietro, e ordina alla sua creatura l'attacco, ma Yugi, lottando, riesce a riprendere possesso del proprio corpo e a fermare il mostro. Così, Seto fa la sua mossa e ottiene la vittoria. Yugi non può più entrare nel castello e salvare il nonno. Inoltre, ha lottato con se stesso, a stento è riuscito ad imporsi sul misterioso alter ego, che adesso egli teme, e ciò lo convince a non duellare più. Mai, per sdebitarsi dell'aiuto offertole, vorrebbe, come promesso, restituire a Yugi le stelle, che ella ha conquistato apposta, ma il giovane non è interessato. Yugi torna a combattere grazie ad una dimostrazione d'amicizia di Anzu, che, sfidando Mai, riconquista tutte le dieci stelle con cui il compagno acquista il diritto di entrare nel castello di Pegasus. Quest'ultimo lo aveva messo ancora una volta alla prova. Nel castello, Yugi assiste al duello di Seto, che, ora è gli è chiaro, voleva vincere ad ogni costo contro di lui per salvare Mokuba. Sotto i suoi occhi, Kaiba perde, e la sua anima viene rubata da Pegasus. Una notte, Yugi fa un sogno, in cui l'anima del nonno gli parla, suggerendogli di scoprire i poteri del Millennium Puzzle per sconfiggere Pegasus; sente anche le richieste d'aiuto di Seto e Mokuba. Il ragazzino, però, ad ora non si fida dell'alter ego, e ne limita la libertà di agire durante la semifinale contro Mai. Yami Yugi gli dice di non aver avuto cattive intenzioni, nel duello contro Seto, che voleva solo aiutarlo. Stabilito che si fa come egli dice, Yugi si convince a lasciare che l'altro interagisca con lui nei combattimenti.
Trasformatosi in Yami Yugi per disputare la finale contro Jonouchi, vinto, Yugi dona all'amico il premio in denaro. È tempo di combattere contro Pegasus, che grazie al suo Millennium Eye riesce a prevedere le mosse dell'avversario. Il nonno di Yugi stimolava il nipote affinché questo imparasse a dominare i poteri del Millennium Puzzle, così il ragazzino intuisce che, per contrastare il Millennium Eye, questa volta lui e Yami Yugi non debbano essere in simbiosi, bensì disconoscere l'uno il pensiero dell'altro. Perciò Yugi prende a volte possesso del proprio corpo, sostituendosi a Yami Yugi, ed il nemico, leggendo nel suo pensiero, non riesce ad intuire la mossa escogitata poco fa da Yami Yugi, così come cercando di penetrare nella mente dell'ultimo non riesce a capire le intenzioni di Yugi. Quando Pegasus, con il suo Millennium Eye, trasferisce il duello nel Regno delle Ombre, Yugi si sente male, ma si sacrifica e gioca un'ultima carta, che Yami Yugi dovrà utilizzare. Il ragazzino resta in vita grazie ad un contatto stabilito con lui da Jonouchi, Anzu e Honda, i quali sono rimasti nel loro mondo. Grazie alla carta di Yugi, Yami Yugi ottiene la vittoria, così Pegasus libera l'anima di Soguroku, insieme a quelle di Seto e Mokuba. Scampato il pericolo, Yugi dice all'alter ego di non conoscere neppure il suo nome, e quello risponde di essere stato chiamato in modi differenti: spirito, Faraone, ma il suo nome è Yami.

#### La Città dei Duelli
Presto, Yugi affronta Bandith Keith, la cui mente è posseduta da un misterioso nemico che vuole impadronirsi del Millennium Puzzle. Rischia davvero di perdere il puzzle e lo spirito, e la nuova minaccia lo turba molto. Ad ogni modo, Yami Yugi gli dice di aver fiducia in lui. Yami Yugi scopre da Ishizu Ishtar di essere stato, nell'antico Egitto, un Faraone, e che dovrà, come allora, salvare il mondo; per avere delle risposte, deve partecipare al torneo a cui non sa ancora di essere stato invitato. Yugi è disposto ad aiutarlo, esattamente come lo spirito aiutò lui a salvare suo nonno da Pegasus. Il ragazzino ha ricevuto un invito da parte di Seto, per partecipare al torneo della Città dei Duelli, durante il quale incontrerà i Rare Hunter del malvagio Malik, che vuole rubare il Millennium Puzzle e i poteri del Faraone. Yami Yugi sconfigge anche un nemico nel cui deck Malik ha inserito Slifer Drago del Cielo, una delle due carte delle Divinità Egizie in suo possesso; in base alle regole del torneo, che prevedono che il vincitore sottragga la carta più rara al perdente, il Faraone aggiunge Slifer al mazzo di Yugi.
Non solo Malik vuole recuperare Slifer, ma anche Seto, che ha una delle carte delle Divinità Egizie, le creature più potenti del Duel Monsters. Per riaverla ed ottenere il Millennium Puzzle, Malik usa la Millennium Rod (Barra del Millennio) per impossessarsi della mente di Jonouchi, contro cui Yami Yugi è obbligato a combattere per salvarlo. Il duello è pericoloso, i contendenti hanno una caviglia legata ad un'ancora, che trascinerà in fondo all'oceano il perdente o entrambi, se il tempo scadrà senza che la sfida abbia un vincitore; ciascuno dei due ragazzi ha dinnanzi uno scrigno, che in caso di vittoria si aprirà, mostrando la chiave con cui il duellante potrà liberarsi. Nel corso del combattimento, Yugi vuole prendere il posto dell'alter ego, sentendo di dover aiutare l'amico con le proprie forze. Cerca di far tornare la memoria a Jonouchi, ma, nonostante il successo, il duello si concluderà tragicamente per uno di loro, perciò perde di proposito. Yugi è stremato, e i sensi lo abbandonano. Jonouchi anche azzera i propri Life Points per poter recuperare la chiave dell'amico. L'ancora trascina entrambi nell'oceano, ma Jonouchi riesce a liberare Yugi, che viene recuperato da Honda, e si salva invece grazie a Shizuka.

#### Il dirigibile
Yugi viene ammesso alle finali, che si svolgono a bordo di un dirigibile della Kaiba Corporation. Il sorteggio decide che egli sarà il primo a combattere, ed il suo sfidante è Bakura. Lo spirito del Puzzle vince. Durante il volo, Malik rivela di essere il guardiano della tomba del Faraone, di cui si aspettava il ritorno, e di aver per questo condotto una vita sacrificata. In lui nacque un lato malvagio, che è cresciuto sempre più, e da cui Yami Yugi può liberarlo. Ishizu, altra guardiana della tomba, cede la sua Millennium Tauk (Collana del Millennio), che non le risponde più, a Yugi, l'erede del Faraone.

#### Mondo virtuale
Le semifinali si svolgeranno sull'isola sulla quale Seto ha fatto innalzare la Torre dei Duelli, ma il dirigibile cambia rotta, controllato da un ragazzino di nome Noah, che intrappola Yugi e gli altri in un mondo virtuale. Qui i ragazzi devono battersi contro i Big 5, ex soci della Kaiba Corporation che rimasero imprigionati in un universo digitale dopo la sconfitta contro Yami Yugi e Seto, e che ora, per poter fuggire e tornare nel mondo reale, pretendono il corpo di chi perderà in duello. Yugi pensa di dare il cambio all'alter ego, stanco, nel combattimento contro Konosuke Oshita; ma anch'egli risente dei danni provocati dal duello, così Yami Yugi, che ancora resiste, prosegue personalmente la sfida, vincendola.
Seguendo Seto per trovare insieme a lui Mokuba, rapito, e a sua volta seguito da Anzu, Yugi si ritrova con l'amica dinnanzi ad una villa. Sentendo il pianto di un neonato, i due entrano. Il bambino non c'è, ma Yugi trova una foto. Presto, il ragazzino raggiunge Seto, ed è spettatore di una scena del passato che Noah mostra a Kaiba: il nemico parla con Gozaburo, padre adottivo di Seto e, si scopre, padre biologico di Noah. Dopo aver perso le tracce di Noah e Mokuba, Yugi mostra a Seto quella foto, ritraente Noah insieme a Gozaburo. Considerando la data dello scatto, segnatavi, Noah dovrebbe essere attualmente più grande, e invece non è cambiato da allora. Successivamente, Noah concede ai Big 5 un'ultima possibilità di impadronirsi di un corpo, e li invita a sconfiggere Yugi, rivale di Seto, così che egli possa dimostrare la propria superiorità rispetto al fratellastro. Gli avversari si alterneranno nel corso del duello, usando il corpo di Honda, e Yugi, trasformatosi in Yami Yugi, duellerà al fianco di Jonouchi.
Nonostante la vittoria degli ultimi, i Big 5 non mantengono i patti, e tengono il corpo di Honda. Yugi ed i suoi amici assisteranno al duello tra Seto e Noah, nel corso del quale capiranno che la mente del nemico venne caricata in questo mondo virtuale. Noah vince barando, ma non ruba il corpo del fratellastro per poter tornare nel mondo reale: ne prenderà qualcun altro, preferisce far rimanere il figlio adottivo di Gozaburo in questo mondo; così, sotto gli occhi di Yugi, Seto e Mokuba vengono trasformati in statue di pietra. Yugi si trasforma in Yami Yugi, che rinfaccia a Noah di aver ottenuto la vittoria barando, e lo sfida, non solo per dimostrare la superiorità di Seto rispetto al fratellastro, ma anche perché l'incubo virtuale abbia fine. Pietrificatisi tutti i suoi amici nel corso del combattimento, il Faraone constata la sua solitudine, ma Yugi è presente e gli dà forza, facendogli inoltre capire che le persone che non ci sono più vivranno sempre nei loro ricordi. Con la sconfitta di Noah, l'incantesimo che ha trasformato gli amici di Yugi in statue di pietra svanisce. Sfruttato da Gozaburo, il quale digitalizzò la propria mente, per realizzare il suo piano, che prima consisteva nel riprendere la Kaiba Corporation, sottrattagli da Seto, adesso nel trasferire il mondo reale in quello virtuale, di cui l'uomo vuole essere il dominatore, Noah finge di aiutare Yugi e gli altri ad uscire dall'universo digitale, del quale sono prigioniere solo le menti, non i corpi dei ragazzi, come vengono a sapere Yugi ed il suo gruppo.
Diversamente dall'alter ego, Yugi si fida di Noah, crede nella bontà del ragazzino, ma scopre di essere stato ingannato; aver avuto fiducia non è una cosa per cui deve sentirsi in colpa, sostiene Yami Yugi. Dopo essere riuscito a tornare nel mondo reale ed aver azionato il satellite del padre per distruggere il computer centrale, perciò cancellare con esso le menti intrappolate all'interno dell'universo virtuale, Noah, accortosi di aver sbagliato, non può più riparare al danno, visto che Malik ha distrutto tutti i computer; guida Yugi ed i suoi amici verso le due uscite che permetteranno loro di tornare nel mondo reale. È una corsa contro il tempo. Yugi si accinge per ultimo ad avvicinarsi alle uscite, ma Noah gli chiede di rimandare il ritorno nel suo mondo e di raggiungere, con il suo aiuto, Seto, impegnato in un duello contro Gozaburo, per guidarlo, a sua volta, verso le uscite.

#### La Torre dei Duelli
Il torneo ricomincia sull'isola della Kaiba Corporation. Sono rimasti in gara Yugi, Jonouchi, Seto e Malik. Dopo che la mente di Jonouchi, privato di energie durante il combattimento contro Malik, finisce nel Regno delle Ombre, la Millennium Tauk si illumina, e Yami Yugi, sostenendo che lui e l'alter ego debbano concentrarsi per vedere il futuro grazie all'oggetto magico, la stringe; Yugi e l'altro vedono un duello con Jonouchi, e sperano nell'attendibilità della premonizione: l'ultima volta, la Millennium Tauk, ancora posseduta da Ishizu, sbagliò. È il momento della semifinale contro Seto, che si concluderà con la vittoria del Faraone, tra l'esultanza di Jonouchi, risvegliatosi, e gli altri amici; il premio è Obelisco del Tiranno, la carta delle Divinità Egizie che possedeva Kaiba.
Nella finale tra Yami Yugi e Malik, il quale inizia un Gioco delle Ombre, Yugi perde una parte del proprio corpo ogni volta che i Life Points dell'alter ego diminuiscono; senza il corpo del ragazzino, il Faraone resterebbe uno spirito vagante. Yami Yugi vince il torneo, salvando Yugi, Malik, libero ora dalla presenza del suo lato malvagio, ed il mondo intero; inoltre, conquista l'ultima carta delle Divinità Egizie, Drago Alato di Ra, che si aggiunge al deck di Yugi, e riceve da Malik la Millennium Rod ed il Millennium Ring, sottratto a Bakura.

#### Il risveglio dei draghi
Le creature del Duel Monsters invadono la Terra. In seguito, le carte delle Divinità Egizie vengono rubate. Con sorpresa, Yugi vede in lontananza che i mostri mastodontici, i quali possono essere domati solo da chi possiede un legame con gli Oggetti del Millennio, sono stati evocati. Tre motociclisti compaiono ora dinnanzi a lui, e lo invitano a seguirli per riavere indietro le carte. Sarà Yami Yugi a duellare con un uomo schierato dalla parte di quei ragazzi, Gurimo, che usa la carta magia del Sigillo di Orichalcos: essa isola al suo interno i contendenti e sottrae l'anima allo sconfitto. L'alter ego di Yugi vincerà, ma le carte non gli verranno restituite: prima di riaverle, egli dovrà sconfiggere i tre motociclisti. Yugi incontra una sua vecchia conoscenza, Rebecca, ed il nonno della ragazzina, il professor Hopkins, archeologo il quale gli ricorda la storia del Faraone, che salvò il mondo ed è rinato nel giovane Yugi. L'uomo rivela notizie sui mostri del Duel Monsters, risalenti non all'epoca del sovrano egizio, ma già a quella della civiltà di Atlantide, ed esprime il suo pensiero circa l'esistenza di un mondo parallelo in cui le creature siano reali.
In un sogno, Yugi e Yami Yugi incontrano una creatura del loro deck, la Giovane Maga Nera, che parla di due mondi: quello degli esseri umani e quello dei mostri; tra essi, aggiunge, si è aperto un passaggio. La Grande Belva risucchia i mostri per potersi risvegliare, ma già nell'antichità essa era stata sconfitta dai tre protettori del popolo delle creature, i draghi leggendari, che in seguito al loro atto vennero intrappolati nel cristallo. La leggenda, sostiene la Giovane Maga Nera, narra di tre guerrieri leggendari, capaci di liberare i draghi. La ragazza magica è convinta che il Faraone sia uno di questi, e lo invita, per provarlo, ad estrarre la spada conficcata nel cristallo che imprigiona uno dei draghi. Yugi e l'alter ego riescono, infatti, a tirare fuori l'arma, e liberano Timaeus. Risvegliatosi, Yugi esce, e vede un grande occhio risucchiare le creature del Duel Monsters. Per distruggere l'occhio, il ragazzino usa la carta di Timaeus. La Giovane Maga Nera, però, lo informa che la battaglia è appena iniziata. Yugi riceve una videocassetta da parte di Pegasus, che lo invita a raggiungerlo per parlare personalmente, senza correre rischi, dell'invasione delle creature. Così, il ragazzino parte con i suoi amici per andare in California, sede dell'Industrial Illusions dell'uomo. I ragazzi arrivano tardi: Mai, divenuta loro nemica, ha già rubato l'anima di Pegasus, usando il potere del Sigillo di Orichalcos.
Il professor Hopkins viene rapito, e per salvarlo Yugi accetta la sfida di Rafael, che gli ha lasciato un biglietto. Mette al collo una collana da cui pende la pietra di Orichalcos, posseduta da Gurimo e raccolta dal Faraone alla fine del duello con quello, e lascia il posto all'alter ego. Rafael rivela che il professore è stato già liberato, ma il combattimento inizia ugualmente. Nonostante le suppliche di Yugi, Yami Yugi usa la carta magia del Sigillo di Orichalcos, ricevuta dall'avversario, e viene sopraffatto dal suo potere. Perde, ma il giovane Mutō si sacrifica, lasciando che il Sigillo prenda la sua anima per salvare il sovrano egizio.
Yami Yugi confessa ad Ironheart di aver perso il suo migliore amico, che lo sta cercando per chiedergli scusa; così, l'uomo lo conduce presso il Cerchio delle Anime, dove il Faraone può ritrovare Yugi, rischiando però che la sua anima rimanga intrappolata: all'interno del Cerchio, il sovrano egizio incontrerà anche spiriti malvagi. Yami Yugi è disposto a correre il pericolo ed entra nel Cerchio delle Anime, dove rivede finalmente l'alter ego. A quest'ultimo chiede perdono, aggiunge che senza di lui le tenebre stanno prendendo il sopravvento sulla sua persona, di temere di essere davvero il Faraone malvagio di cui parlava Rafael. Sorprendentemente, Yugi non accetta le scuse, ed invita l'altro a provare se sia realmente malvagio, sfidandolo a duello. Yami Yugi è costretto ad accettare. Inizialmente, ha l'impressione che lo sfidante miri alla sconfitta. Nel corso del combattimento, Yugi gioca il Sigillo di Orichalcos e, come aveva fatto il Faraone, sacrifica senza scrupoli i propri mostri. Trovando la forza per respingere il suo attacco, Yami Yugi si aggiudica la vittoria. Yugi gli rivela allora di aver agito in quel modo per aiutarlo: infatti, vincendo contro l'alter ego, il Faraone ha sconfitto le paure e l'oscurità che attanagliava il suo cuore. L'anima di Yugi svanisce, ma il sovrano egizio promette che salverà l'amico.
Nel duello con Dartz, Yami Yugi e Seto si ritrovano a dover affrontare quattro cavalieri, ovvero le anime di Yugi, Jonouchi, Mai e Pegasus. Nonostante sia controllato dal potere dell'Orichalcos, il giovane Mutō si rifiuta di eseguire il primo ordine di Dartz e di scagliarsi, perciò, contro l'alter ego; quest'ultimo, dal canto suo, non vuole attaccare i suoi amici: teme che le loro anime vengano eliminate. Quando Jonouchi, per mano di Seto, sta per soccombere, Yugi lo protegge. Tuttavia, è poi costretto ad attaccare il Faraone. Non lasciandosi intimorire da quello che crede essere un trucco nemico, Kaiba elimina il ragazzino, che rassicura l'alter ego, e gli altri cavalieri. Mentre il duello prosegue, le anime di Yugi e di tutti i malcapitati vanno incontro alla Grande Belva per esserne assorbite, ma i tre cavalieri leggendari (i draghi hanno assunto le loro reali sembianze grazie al sovrano egizio, trasformandosi in esseri umani), sconfiggendo l'ultimo mostro di Dartz, liberano gli spiriti di Yugi, Jonouchi e Seto (battuto in duello), i quali tornano nei propri corpi. Il primo rivede i suoi amici dopo tanto tempo, ma, quando Atlantide riemerge dalle acque, compreso che Dartz non si sia arreso dopo la sconfitta, si separa ancora da Anzu e Honda per recarvisi insieme a Jonouchi e Seto.
Ritrovate le carte delle Divinità Egizie, che, come il Faraone intuisce, sono state private delle loro energie, assorbite dalla Grande Belva, attraversa il portale che conduce lui e i suoi alleati ad Atlantide. Yami Yugi prende possesso del suo corpo per combattere contro il Grande Leviatan, risvegliatosi grazie al sacrificio di Dartz, che si è unito alla bestia; lo abbandona poi per restare al fianco delle rinvigorite Divinità Egizie, che lottano in cielo contro Leviatan. Sconfitto questo, lo spirito torna da Yugi. Jonouchi e Seto attraversano il portale per tornare indietro, mentre Yugi si ferma, esortato dal sovrano egiziano, il quale sostiene che non sia finita. Separatosi da Leviatan, Dartz riappare dinnanzi al possessore del Millennium Puzzle e allo spirito. La Grande Belva minaccia ancora l'umanità. Yugi rimane al fianco del suo alter ego, che sconfigge definitivamente Leviatan e le tenebre del proprio cuore. Lasciando Dartz, libero dall'influenza dell'Orichalcos, con gli spiriti del padre Ironheart e la figlia Chris, lui e il Faraone attraversano il portale. Come se qualcuno ve li avesse guidati, i due si ritrovano su una spiaggia, dove salutano i cavalieri leggendari, che tornano a proteggere il mondo delle creature del Duel Monsters. Ringraziati, la Giovane Maga Nera si allontana dal giovane Muto e l'antico sovrano, i quali vengono subito raggiunti dai loro alleati, che volano a bordo di un elicottero di Seto.

#### Le memorie del Faraone
Dopo che il sovrano egizio ricorda il suo passato, Yugi duella contro di lui: se Yugi vincerà, il suo doppio sarà libero e potrà riposare in pace, ma in caso contrario dovrà restare sulla Terra per altri 5000 anni. Lo stesso Atem (questo è il vero nome di Yami Yugi) spera di perdere il duello, così da poter essere libero, e Yugi condivide tale pensiero. Tuttavia, Atem deve combattere con tutte le forze o il duello sarà inutile. Nel corso della sfida, Yugi ammette di essersi sempre sentito inferiore ad Atem, ma, ad ogni ostacolo superato, sempre più forte e più desideroso di riuscire a cavarsela da solo. Alla fine sarà Yugi a vincere, sconfiggendo le divinità egizie con le carte del suo deck e dimostrando di essere lui, da solo, il miglior duellante del mondo. Una volta battuto, il Faraone si complimenta con lui, per poi andarsene fra le lacrime di tutti.

#### Yu-Gi-Oh!: The Dark Side of Dimensions
Yugi sta per diplomarsi insieme ai suoi amici. Dopo la scuola, pensa di continuare a lavorare nel negozio del nonno per inventare nuovi giochi, e se e quando uno di questi avrà successo incontrerà ancora Jonouchi, Anzu e Honda per cimentarvisi.
Sente molto la mancanza di Atem, e non immagina che Seto abbia recuperato i pezzi del Millennium Puzzle per risvegliare lo spirito del Faraone e sconfiggerlo finalmente in duello. Il compagno di scuola Aigami, il cui vero nome è Diva, riesce a rubare a Kaiba un tassello, volto a impedire il ritorno dell'antico sovrano, che, secondo la profezia del suo maestro Shadi Shin, porterà lui e gli altri Plana a restituire il potere del Cubo Quantico, pericoloso se usato con paura e odio. Spinto da tali sentimenti, Diva provoca la sparizione di persone per lui indegne con l'intenzione di creare un mondo perfetto, e pensa di scongiurare il risveglio di Atem distruggendo il corpo di Yugi, che potrebbe ospitare lo spirito del Faraone. 
Prima di apprendere della scomparsa di Jonouchi, Yugi riceve al negozio la visita di Sera, che gli affida un altro pezzo del Millennium Puzzle nella speranza di salvare suo fratello Diva. Cercando Jonouchi, il giovane Mutō, Anzu e Honda incontrano il loro compagno di scuola, artefice anche della scomparsa di Bakura, e scoprono la sua identità. Grazie ad alcuni ricordi incancellabili, tra cui cita quello di Yugi e degli altri amici, Jonouchi si salva, tornando da una dimensione alternativa in cui stava per scomparire, ma Bakura rimane intrappolato, e, dinnanzi al Millennium Puzzle, per salvarlo Yugi accetta l'invito di Seto a partecipare ad un torneo di duelli, dove affronterà anche Diva, informato del gesto di Sera. Diva disputa un Duello Dimensionale, in cui si rischia la vita, contro Yugi, che gli recrimina l'odio e lo sconfigge, permettendo il ritorno di Bakura. Yugi affronta poi Seto, dimostrandogli, completando il Puzzle, che il risveglio di Atem non dipende dalla loro volontà, che lo spirito non si trova più all'interno dell'Oggetto del Millennio; anche lui aveva tentato di rivedere l'alter ego, ma invano. Sta per vincere, ma Diva, tornato da un'altra dimensione e posseduto dallo spirito malvagio del Millennium Ring, interrompe il duello, per ingaggiarne uno dimensionale contro Yugi e Seto. Le persone iniziano a scomparire, e i duellanti vedono lentamente dissolversi per i danni ricevuti in battaglia. Kaiba si sacrifica al posto di Yugi per permettere a quest'ultimo di far tornare il Faraone, e il giovane Mutō lotta senza arrendersi, continuando a credere nel cuore delle carte, ma, sfinito, sta per accasciarsi. Allora, lo spirito di Atem entra un'ultima volta nel suo corpo per accompagnarlo verso la vittoria che salverà il mondo. A differenza di Seto, con il quale si esprime, Yugi non credeva nel suo ritorno.
Arriva il momento del diploma, e Yugi, Jonouchi e Honda assistono alla partenza di Anzu, che spera di realizzare in America il suo sogno di diventare ballerina.

### Yu-Gi-Oh! GX
Nella prima stagione, ambientata dieci anni dopo gli eventi mostrati nella storia originale, Jaden Yuki (il protagonista della nuova serie) si imbatte in Yugi Muto, il quale gli affida la carta di Kuriboh Alato, animata da uno spirito dei duelli, che poche persone riescono a vedere. Negli episodi 18 e 19, Jaden finisce per duellare con Dimitri, uno studente del Ra Giallo, che si è impossessato del deck di Yugi per dimostrare agli altri di essere imbattibile e che riesce a mettere in seria difficoltà il suo avversario. Alla fine Jaden però riuscirà a sconfiggerlo e si rifarà consegnare il deck del duellante leggendario per poterlo esporre nuovamente all'Accademia del Duellante.
Nella quarta stagione, sempre Jaden Yuki, diplomatosi, ha intenzione di lasciare l'Accademia del Duellante, ma prima entra nella stanza dove è esposto il deck di Yugi, Re dei Giochi. Qui, rivede Yami Yugi, secondo cui il ragazzo, cresciuto nel corso degli ultimi anni, ha tuttavia perso qualcosa d'importante, ma la recupererà incontrando una persona. Jaden viene successivamente abbagliato da una luce intensa, e si ritrova a Domino. Incontra Yugi, appena uscito dalla sua abitazione. Il giovane Mutō, stranamente, sembra non conoscerlo, ma identifica nell'interlocutore il duellante di cui, in sogno, Kuriboh gli ha predetto l'arrivo, nonché l'individuo che la creatura lo ha pregato di sfidare; Jaden capisce allora di trovarsi in una dimensione spazio-temporale creata appositamente per lui e Yugi. Nel corso del seguente duello, Jaden riesce nuovamente a divertirsi, ritrovando la passione per il gioco. Verso la conclusione della sfida, Yami Yugi, appassionatosi, chiede all'alter ego di prendere il suo posto.
Jaden torna nel presente. È determinato a diventare più forte: solo allora incontrerà ancora Yugi.

## Accoglienza

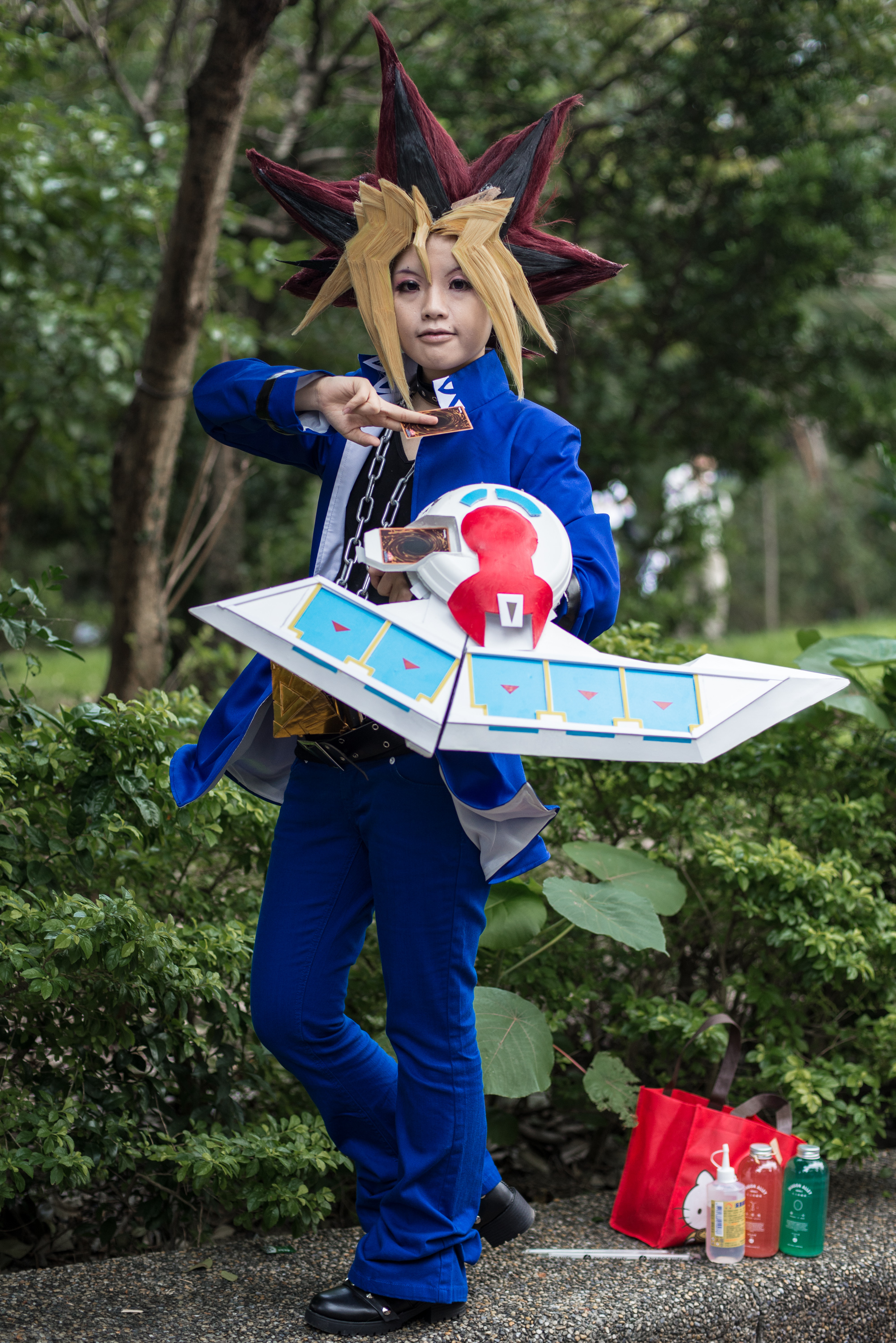
Cosplayer di Yugi nel 2016.

Come protagonista e mascotte del franchise di uno degli anime più popolari di tutti i tempi, Yugi è considerato un personaggio iconico nel mondo dell'animazione, spesso paragonato a personaggi come Ash Ketchum (Pokémon) per aver servito come figura di spicco nella divulgazione degli anime a un pubblico più ampio, nonché per il merchandise dedicato a persone al di fuori del Giappone. In un sondaggio di "Anime! Anime!", Yugi è stato valutato come il nono personaggio più popolare doppiato da Megumi Ogata. 
L'accoglienza critica nei confronti di Yugi e Atem è stata mista. Nel libro Manga: The Complete Guide, Jason Thompson ha notato che mentre Yugi e i suoi amici spesso finiscono in situazioni complicate durante i primi capitoli della serie manga, il ritratto di Yami potrebbe sembrare negativo per via delle sue azioni. Durante i capitoli successivi, però, Thompson considerò Yami un ammirevole "super eroe". Nel 2013, Thompson ha nuovamente considerato il comportamento di Yami quando giocava ai "Giochi delle Ombre" con i criminali o bulli, affermando che era simile a Batman e Superman perché non uccide i nemici ma infligge loro delle punizioni raccapriccianti. Fred Ladd ha anche notato che la debolezza di Yugi è dovuta alla sua incapacità di affrontare i bulli e che il suo alter ego cerca vendetta nei loro confronti. Ladd ha sostenuto che Yugi e Yami diventano più sviluppati come personaggi durante l'introduzione dei giochi di carte, che sono importanti per l'ambientazione della serie. Thompson concordò, affermando che nonostante Yugi abbia vinto la maggior parte dei suoi duelli, Takahashi crea abbastanza dramma da far chiedere al lettore che avrebbe perso contro Pegasus o Malik in base ai loro apparenti vantaggi durante le rispettive sfide. Briana Lawrence di Mania Entertainment è stata più dura nei confronti delle azioni di Yugi nella serie; ritenne che Yugi era così quasi imbattibile a Duel Monsters che era quasi inutile che i nuovi duellanti lo sfidassero.
Tim Jones di THEM Anime Reviews ha criticato la caratterizzazione e il design di Yugi nell'adattamento della 4Kids della seconda serie anime tratta dal manga; il sito web ha citato il personaggio come uno stereotipo. DVD Talk era confuso dal modo in cui Yugi si trasforma ogni volta che gioca a un gioco perché esce fuori dal Puzzle del Millennio in maniera misteriosa. Dan Green, doppiatore statunitense del personaggio, è stato elogiato per la sua interpretazione nei panni di Yugi insieme ad Eric Stuart (voce di Kaiba). Massimo Di Benedetto, voce italiana di Yugi, ha affermato in più occasioni che è uno dei personaggi a cui è più rimasto particolarmente affezionato e quello che gli ha dato più soddisfazioni, facendolo conoscere e ricordare dagli appassionati del settore. Pur trovando ridicole le vittorie di Yugi nell'anime, Chris Homer di Fandom Post ha comunque apprezzato le azioni del personaggio; il recensore ha elogiato le origini e le azioni di Yami come Faraone e il modo in cui coinvolge Bakura. Sono state anche lodate le origini del Faraone e il suo rapporto con il sacerdote Seth, la vita precedente di Kaiba. Per il duello finale tra i due Yugi, Thompson ha elogiato la sceneggiatura di Takahashi perché attraverso questo duello, sia il Faraone che il lettore ricevono il messaggio di accettare la morte mentre Yugi deve accettare la solitudine e diventare un uomo più forte.
I critici hanno anche commentato il ruolo di Yugi nei film basati sul franchise. Chris Tribbey di DVD Talk ha trovato la situazione travagliata di Yugi come campione di Duel Monsters come un fastidio a causa del suo sviluppo, ma ritenne comunque che i bambini piccoli lo avrebbero apprezzato. Mentre si godeva il duello tra i protagonisti e il cattivo in Chōyūgō! Jikū o koeta kizuna, UK Anime Network ha ritenuto che i tre duellanti hanno eseguito le mosse necessarie per evocare i loro mostri più iconici. Durante la recensione di Dark Side of Dimensions, Miranda Sanchez di IGN ha elogiato la crescita di Yugi insieme a quella dei suoi amici quando questi interagiscono fra di loro, rendendoli più maturi rispetto al manga e all'anime. IGN, tuttavia, ha scritto che sebbene Yugi sembri essere il protagonista del film, è oscurato da Kaiba. Gabriella Ekens di Anime News Network ha affermato che l'impatto emotivo della divisione tra Yugi e il Faraone è stato di grande impatto, il cameo di quest'ultimo durante il finale ha lasciato una buona impressione. Chris Homer di The Fandom Post ha criticato la relazione ossessiva tra Kaiba e il Faraone, che sembrava romantica. L'interpretazione di Dan Green nei panni del Faraone olografico è stata elogiata e la regolare rivalità di Yugi con Kaiba ha ricevuto una risposta positiva. Sage Ashford di CBR ha classificato lo scontro tra Yugi e Jonouchi come l'ottavo migliore svolto tra due migliori amici negli anime.

### Popolarità
In un sondaggio riguardante il miglior protagonista di Yu-Gi-Oh! risalente al 2018, Yugi è stato votato come il personaggio più popolare, ottenendo il 58.3% delle preferenze.

### Influenza culturale
Takahashi e Mike Mignola, il creatore di Hellboy, hanno partecipato a uno scambio di disegni in cui Takahashi ha disegnato Hellboy con l'acconciatura di Yugi, il Puzzle del Millennio e un Duel Disk, e Mignola ha disegnato Hellboy facendogli indossare il Puzzle del Millennio e una maglietta di Yugi.